# 阿塞拜疆嘻哈
阿塞拜疆嘻哈是20世纪90年代中期開始在阿塞拜疆流行的一种音乐流派，為阿塞拜疆音乐本土梅哈那流派和西方嘻哈的混合体。

## 历史
第一首阿塞拜疆嘻哈歌曲《昨日已逝》（Dünənki keçdi），由钦吉兹·穆斯塔法耶夫于1983年创作，他后来因不相关的原因成为阿塞拜疆的民族英雄。阿塞拜疆說唱先驅在1992年經常與安爾·納吉爾巴斯的名字相關聯，他的作品也包括迪斯科舞厅的元素，但说唱风格的流行是伴随着戴伊尔曼的崛起而来，該團體主要包括爱国主义元素。
在2000年代，尽管像艾爾沙德·何塞和侯賽因·德里亞这样的独立说唱歌手大量涌现，太空电视上《Mən dəvaram》这样的嘻哈节目也广受欢迎，但只有少数阿塞拜疆说唱歌手在商业上取得了成功。在2000年代末期，说唱组合H.O.S.T.成为嘻哈迷的大热门。
2011年12月29日，阿塞拜疆第一部民族音乐剧——古典爱情故事的嘻哈版本《莱拉和玛吉努》在巴库演出。尽管这段时间嘻哈和阿塞拜疆流行音乐在商业上占主导地位，说唱歌手米里·尤西夫凭借其雷鬼和灵魂融合专辑《卡玛》获得成功，該專輯在2010年阿塞拜疆专辑排行榜排名第一。